# Ella Toone
Ella Toone, född 2 september 1999 i Tyldesley, är en engelsk fotbollsspelare (mittfältare/anfallare) som spelar för Manchester United och det engelska landslaget. Hon var en del av det engelska landslaget under EM på hemmaplan i England år 2022.